# الفروع اللسانية للعصب البلعومي اللساني
الفروع اللسانية للعصب اللساني البلعومي هما فرعان، يزود أحدهما الحليمات اللسانية والأغشية المخاطية التي تغطي قاعدة اللسان. بينما يزود الآخر الغشاء المخاطي والغدد الجريبية في الجزء الخلفي من اللسان، ويتواصل مع العصب اللساني.